# Kathy Whitworth
Kathrynne Ann Whitworth, detta Kathy (Monahans, 27 settembre 1939 – Flower Mound, 24 dicembre 2022), è stata una golfista statunitense. È la più vincente della storia.

## Biografia
Nella sua carriera di giocatrice vinse 88 tornei del LPGA Tour, più di chiunque altro nel circuito femminile e nel PGA Tour maschile. Nel 1981 diventò la prima donna a vincere premi per oltre 1 milione di dollari nel LPGA Tour.
La Whitworth cominciò a giocare a golf all'età di 15 anni, diventando quindi professionista a 19. Raggiunse il LPGA nel dicembre 1958. Vinse il suo primo torneo nel 1962, il Kelly Girl Open. Venne eletta per sette volte giocatrice dell'anno fra il 1966 e il 1973. Vinse il Vare Trophy per la miglior media di punteggio fra i giocatori LPGA per un record di sette volte fra il 1965 e il 1972. Nel 1975 entrò nel World Golf Hall of Fame.
Si ritirò nel 2005.

## Tornei Major

### Vittorie (6)
| Anno | Campionato                | Punteggio di vittoria | Margine  | Seconda/e                      |
| ---- | ------------------------- | --------------------- | -------- | ------------------------------ |
| 1965 | Titleholders Championship | −1 (71-71-74-71=287)  | 10 colpi | Peggy Wilson                   |
| 1966 | Titleholders Championship | +3 (74-70-74-73=291)  | 2 colpi  | Judy Kimball-Simon, Mary Mills |
| 1967 | LPGA Championship         | −8 (69-74-72-69=284)  | 1 colpo  | Shirley Englehorn              |
| 1967 | Women's Western Open      | −11 (71-74-73-71=289) | 3 colpi  | Sandra Haynie                  |
| 1971 | Eve-LPGA Championship     | −4 (71-73-70-74=288)  | 3 colpi  | Kathy Ahern                    |
| 1975 | LPGA Championship         | −4 (70-70-75-73=288)  | 1 colpo  | Sandra Haynie                  |